# Europees kampioenschap zeilwagenrijden 1969
Het Europees kampioenschap zeilwagenrijden 1969 was een door de Internationale Vereniging voor Zeilwagensport (FISLY) georganiseerd kampioenschap voor zeilwagenracers. De 7e editie van het Europees kampioenschap vond plaats in het Franse Cherrueix en Saint-Malo. 

## Uitslagen
| klasse         | Goud                                   | Zilver                                       | Brons                                    |
| -------------- | -------------------------------------- | -------------------------------------------- | ---------------------------------------- |
| Klasse 1       | Uwe Schröder                           | Christian Nau                                | Georges Tricard                          |
| Klasse 2       | Philippe Houillez                      | Brian Davies                                 | Frederik Meeuwissen                      |
| Klasse 3 Ploeg | Philippe Houillez Alotaux Pierre Giret | Robert Demuysere Pierre Debra Claude Herbiet | Brian Davies Garry Benson Michael Benson |
| Dames          | Monique Gimel                          | Helga Junge                                  | Patricia Menoux                          |

1963 ·
1964 ·
1965 ·
1966 ·
1967 ·
1968 ·
1969 ·
1970 ·
1971 ·
1972 ·
1973 ·
1974 ·
1975 ·
1976 ·
1977 ·
1978 ·
1979 ·
1980 ·
1981 ·
1982 ·
1983 ·
1984 ·
1985 ·
1986 ·
1987 ·
1988 ·
1989 ·
1990 ·
1991 ·
1992 ·
1993 ·
1994 ·
1995 ·
1996 ·
1997 ·
1998 ·
1999 ·
2000 ·
2001 ·
2002 ·
2003 ·
2004 ·
2005 ·
2006 ·
2007 ·
2009 ·
2010 ·
2011 ·
2013 ·
2015 ·
2016 ·
2017 ·
2019 ·
2020 ·